# Stefan Rehrl
Stefan Rehrl (* 23. Dezember 1912 in Obertrum; † 18. Januar 1997 in Kitzbühel) war ein österreichischer Theologe.

## Leben
Nach der Priesterweihe am 14. Juli 1935 in Salzburg war er von 1936 bis 1938 Kooperator in Mayrhofen, dann bis 1945 in Langkampfen. Nach der Habilitation Grundlegung der Moral bei Johannes Duns Scotus 1955 lehrte er  von 1965 bis 1983 als Professor an der Katholisch-Theologische Fakultät der Universität Salzburg.

## Schriften (Auswahl)
- Das Problem der Demut in der profangriechischen Literatur im Vergleich zu Septuaginta und Neuem Testament. Münster 1961, OCLC 899105960.
- Der Dialog in Forschung, Lehre und Leben. Inaugurationsrede gehalten am 25. Oktober 1967 an der Universität Salzburg. Salzburg 1968, OCLC 164212214.
- als Herausgeber: Sünde, Schuld, Erlösung. Kongress der Moraltheologen und Sozialethiker, 1971 in Salzburg. Salzburg 1973, OCLC 936456104.
- als Herausgeber: Christliche Verantwortung in der Welt der Gegenwart. Salzburg 1982, ISBN 3-7025-0201-7.